# Steinalben
Steinalben ist eine Ortsgemeinde im Landkreis Südwestpfalz in Rheinland-Pfalz. Sie gehört der Verbandsgemeinde Waldfischbach-Burgalben an, innerhalb derer sie gemessen an der Einwohnerzahl die kleinste Ortsgemeinde darstellt.

## Geographie
Der Ort liegt am Übergang der Sickinger Höhe zum Pfälzischen Holzland im Tal der Moosalb innerhalb des Pfälzerwaldes. Im Norden befindet sich Horbach, im Osten Geiselberg, südlich liegt Waldfischbach-Burgalben und westlich Hermersberg.
Steinalben liegt etwa 12 km südlich von Kaiserslautern. Bei Steinalben mündet der Queidersbach, die auf der Sickinger Höhe entspringt, von rechts in die Moosalb, ebenso von links der Seetalbach.

## Geschichte
Das Dorf Steinalben gehörte ursprünglich zum Gericht Waldfischbach in der Grafschaft Pfeffingen, die als kurpfälzisches Lehen im Besitz der Grafen von Hohenburg (Homburg) war. Im Jahr 1451 fiel die Grafschaft Pfeffingen und damit auch der Ort Steinalben an die Pfalzgrafen zurück. Bis zum Ende des 18. Jahrhunderts gehörte Steinalben mit dem Gericht Waldfischbach zum kurpfälzischen Oberamt Lautern. Im Jahr 1794 wurde das Linke Rheinufer im Ersten Koalitionskrieg besetzt.
1798 bis 1814, als die Pfalz Teil der Französischen Republik (bis 1804) und anschließend Teil des Napoleonischen Kaiserreichs war, war Heltersberg in den Kanton Waldfischbach im Departement Donnersberg eingegliedert und unterstand der Mairie Heltersberg.
Aufgrund der auf dem Wiener Kongress getroffenen Vereinbarungen kam das Gebiet im Juni 1815 zunächst zu Österreich und wurde 1816 auf der Grundlage eines Staatsvertrags an das Königreich Bayern abgetreten. Unter der bayerischen Verwaltung gehörte Steinalben von 1817 an zum Landkommissariat Pirmasens im Rheinkreis, das 1862 zum Bezirksamt Pirmasens wurde.
1939 wurde Steinalben in den Landkreis Pirmasens (ab 1997 Landkreis Südwestpfalz) eingegliedert. Nach dem Zweiten Weltkrieg wurde die Gemeinde  innerhalb der französischen Besatzungszone Teil des Regierungsbezirks Pfalz im damals neu gebildeten Land Rheinland-Pfalz. Im Zuge der ersten rheinland-pfälzischen Verwaltungsreform wurde die Gemeinde 1972 der neugeschaffenen Verbandsgemeinde Waldfischbach-Burgalben zugeordnet.

## Bevölkerung

### Einwohnerentwicklung
Die Entwicklung der Einwohnerzahl von Steinalben, die Werte von 1871 bis 1987 beruhen auf Volkszählungen:
| Jahr | Einwohner |
| 1815 | 75        |
| 1835 | 119       |
| 1871 | 162       |
| 1905 | 150       |
| 1939 | 225       |
| 1950 | 256       |

| Jahr | Einwohner |
| ---- | --------- |
| 1961 | 314       |
| 1970 | 309       |
| 1987 | 364       |
| 1997 | 439       |
| 2005 | 462       |
| 2023 | 378       |

### Religion
Die Katholiken gehören zum Bistum Speyer und unterstehen dort dem Dekanat Pirmasens, die Evangelischen zur Protestantischen Landeskirche der Pfalz.

## Politik

### Gemeinderat
Der Gemeinderat in Steinalben besteht aus acht Ratsmitgliedern, die bei der Kommunalwahl am 9. Juni 2024 in einer Mehrheitswahl gewählt wurden, und dem ehrenamtlichen Ortsbürgermeister als Vorsitzendem.
Die Sitzverteilung im Gemeinderat:
| Wahl | CDU               | WG                | Gesamt  |
| ---- | ----------------- | ----------------- | ------- |
| 2024 | per Mehrheitswahl | per Mehrheitswahl | 8 Sitze |
| 2019 | 5                 | 3                 | 8 Sitze |
| 2014 | per Mehrheitswahl | per Mehrheitswahl | 8 Sitze |

### Bürgermeister
Klaus Reischmann (CDU) wurde am 6. August 2019 Ortsbürgermeister von Steinalben. Bei der Direktwahl am 26. Mai 2019 war er mit einem Stimmenanteil von 65,55 % gewählt worden. Bei der Direktwahl am 9. Juni 2024 wurde er als einziger Bewerber mit 71,9 % für weitere fünf Jahre in seinem Amt bestätigt.
Reischmanns Vorgänger war der ab 2009 amtierende Hans-Peter Peifer (WG Pechtl). Davor hatte Werner Baumann das Amt inne.

### Wappen
| Wappen von Steinalben | Blasonierung: „Von Schwarz und Blau durch einen silbernen Schrägwellenbalken geteilt, oben ein rotbewehrter und -bezungter goldener Löwe, unten ein goldenes Mühlrad.“ |
| Wappen von Steinalben | |

## Kultur und Sehenswürdigkeiten

### Kulturdenkmäler
Vor Ort existieren insgesamt vier Objekte, die unter Denkmalschutz stehen, darunter die Schneider Mühle.

### Natur
Die Gemeinde ist Bestandteil des Naturparks Pfälzerwald, der wiederum zum Biosphärenreservat Pfälzer Wald-Vosges du Nord gehört. In Steinalben befinden sich zwei Naturdenkmale, darunter die „Dicke Eiche“.

### Veranstaltungen
Jährlich findet am ersten Augustwochenende ein Sommerfest statt.

## Wirtschaft und Infrastruktur

### Wirtschaft
Der Schuhhersteller Berkemann besaß ab 1970 ein Werk vor Ort.

### Verkehr
Straße
Durch den Ort führt die B 270. Über die nahegelegene Auffahrt Weselberg der A 62 besteht Anschluss an den Fernverkehr. Zudem ist die Gemeinde südlicher Endpunkt der in Landstuhl beginnenden Landesstraße 363 und der in Wallhalben beginnenden Landesstraße 473.
Schiene
Steinalben ist seit 1913 über die Biebermühlbahn mit Zügen der Relation Kaiserslautern – Pirmasens an das Schienennetz angeschlossen. Der frühere Bahnhof befindet sich am nördlichen Ortsrand. Während der Zeit der Bayerischen Staatseisenbahnen war er als Stationstyp 2 geführt, was bedeutete, dass er „Personen-, Gepäck- und Eilgut-Verkehr“ aufwies. Zwischenzeitlich folgte sein Rückbau zum Haltepunkt.

### Tourismus
Der von Kaiserslautern nach Hinterweidenthal verlaufende Radweg Pfälzerwald-Tour führt mitten durch Steinalben. Zudem führt durch das Gemeindegebiet ein Wanderweg, der mit einem blauen Punkt markiert ist und eine Verbindung mit Hauptstuhl sowie Leimen herstellt.